# Convento de Santa María de las Dueñas (Sevilla)

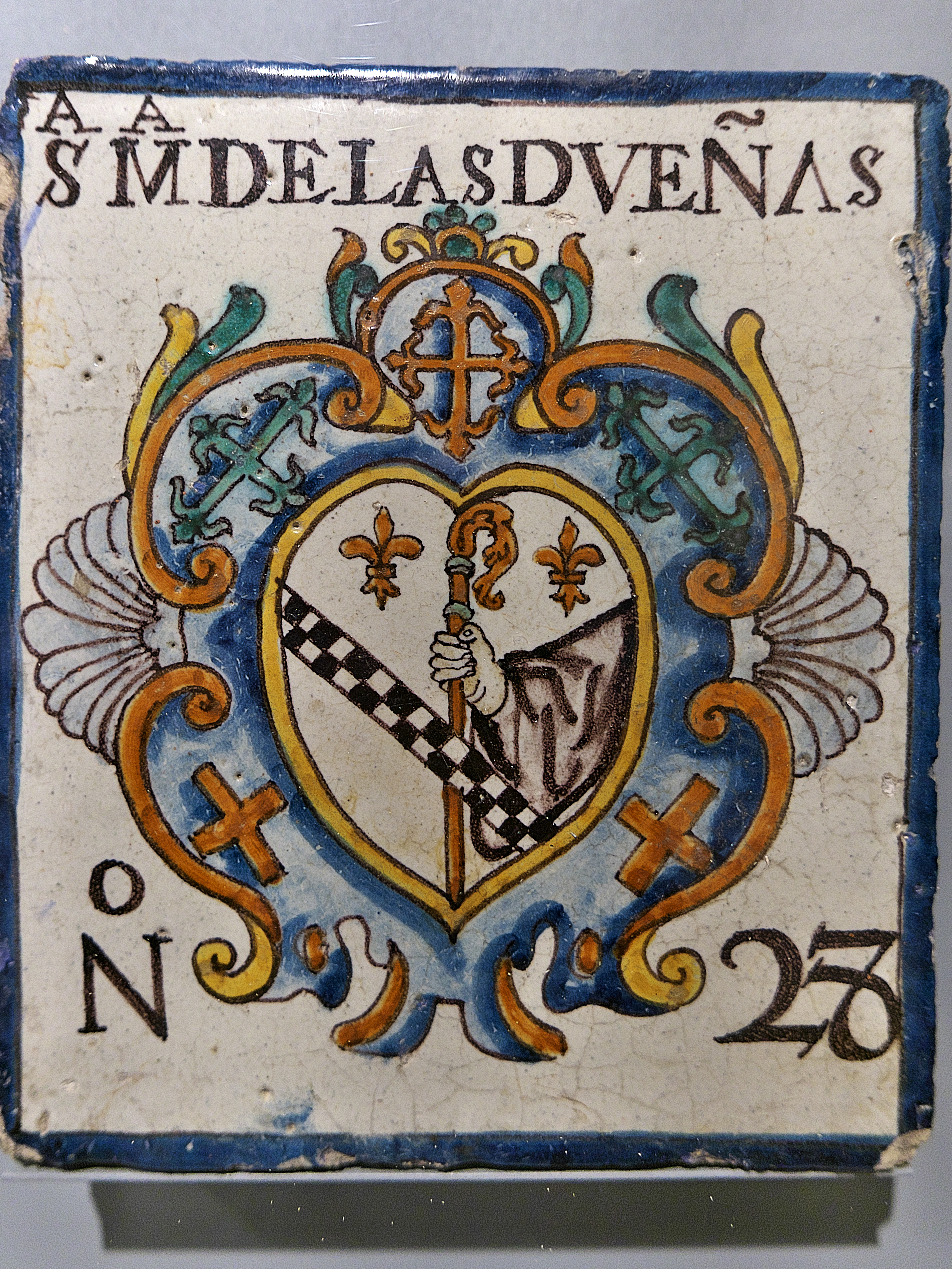
Azulejo del con el escudo de la orden, que se encontraba en el convento. En la actualidad se encuentra en el Museo de Artes y Costumbres Populares de Sevilla.

El Convento de Santa María de las Dueñas fue un establecimiento religioso de la orden cisterciense en Sevilla, Andalucía, España, .

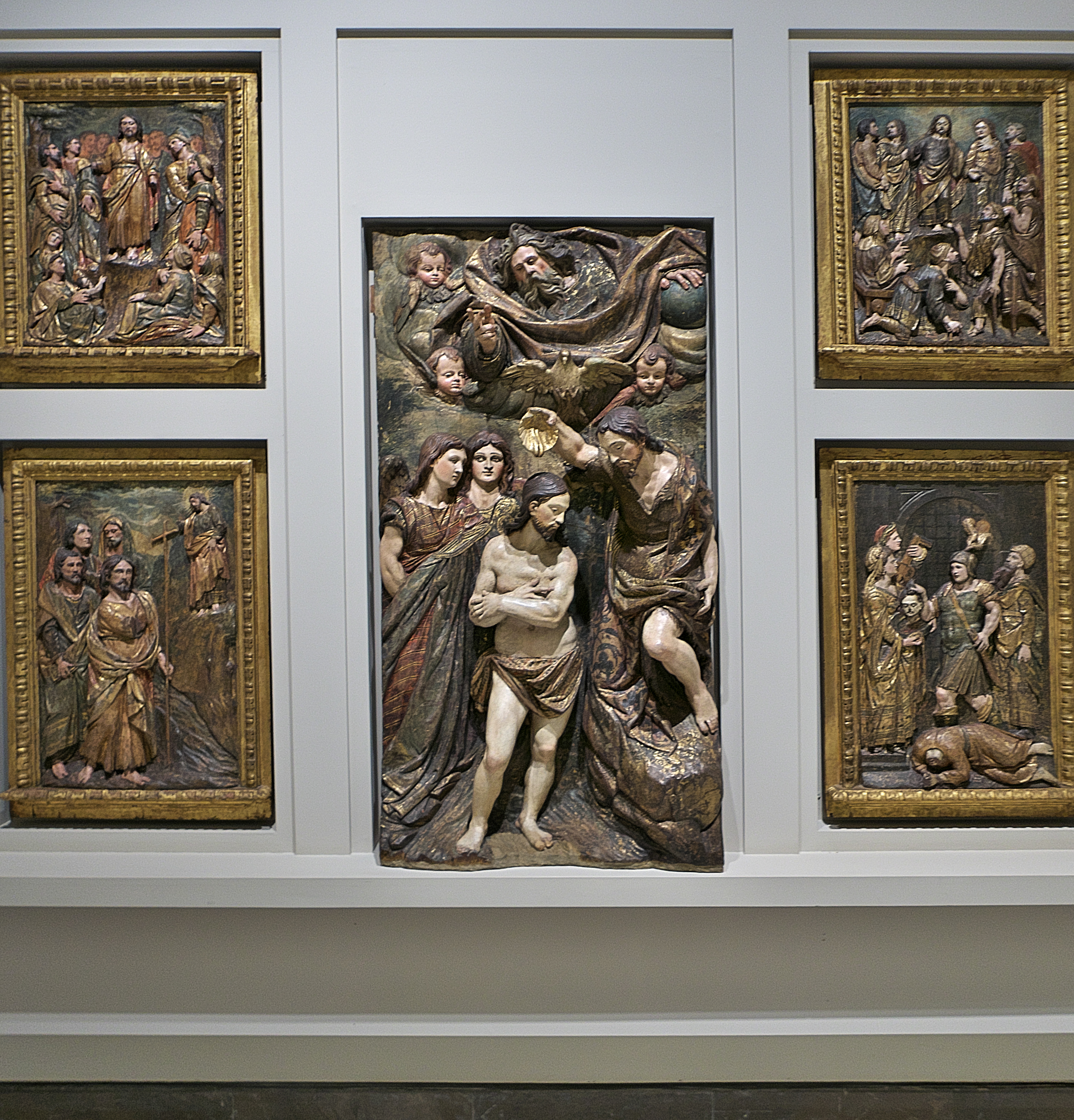
Cinco relieves del retablo de San Juan Bautista, Museo de Bellas Artes de Sevilla

## Historia
El caballero aragonés Juan Mathé de Luna recibió unas casas en el repartimiento de Sevilla y las donó a sus hermanas, Leonor y María de Aragón, para la fundación de un convento de monjas. El convento fue fundado en 1251, siendo papa Inocencio IV. Tuvo la Regla de la Orden de San Benito y siguió el camino espiritual de san Bernardo de Claraval, conocido como el císter.
Fue el segundo convento de monjas de Sevilla, después del Convento de San Clemente, también cistercienses, fundado en 1248 por Fernando III.
Según Diego Ortiz de Zúñiga, estas monjas eran entonces conocidas como "dueñas". También tienen este nombre otros conventos de monjas cistercienses de España: el Monasterio de San Miguel de las Dueñas de Congosto, el Monasterio de Santa María de las Dueñas de Córdoba y el Monasterio de Santa María de Otero de las Dueñas de Carrocera.
La primera abadesa fue Leonor de Aragón. Esta fue sucedida por su hermana María. Esta fue sucedida por otra llamada Mayor de Guzmán y esta, a su vez, por Isabel de Argomedo. En 1293, siendo abadesa Isabel de Argomedo, se realizaron obras en el convento.
Muchas religiosas de este convento pertenecieron a la nobleza. En la segunda mitad del siglo XIV estuvo como religiosa Beatriz de Jérica, hija de Jaime II de Jérica y Beatriz de Lauria.
A comienzos del siglo XVI el convento tenía propiedades agrarias en Sevilla, La Rinconada, Guillena, Lebrija, Huévar del Aljarafe, Pilas, Carmona, Alcalá del Río,  Manzanilla y Paterna del Campo.
El régimen surgido de la Revolución de 1868 exclaustró el Convento de las Dueñas y lo derribó ese mismo año. Las religiosas se trasladaron al Convento de Santa Paula. En 1877 se trasladaron al desamortizado Monasterio de San Benito. En 1884 se trasladaron a una casa junto a la Capilla de Monte-Sion. Parte de la comunidad se trasladó en 1909 al Convento de Santa Inés. Como la normativa obligaba a que los conventos tuviesen más de doce religiosos, las ocho monjas que quedaron se trasladaron al Convento de Santo Domingo de Silos el Antiguo de Toledo, con otras monjas cistercienses.
En el Museo de Bellas Artes de Sevilla se conservan los relieves del retablo de Nuestra Señora del Císter: los de Andrés de Ocampo de la Anunciación y de la Sagrada Familia y los anónimos de San Plácido, Degollación de San Plácido, Santa Faz y Asunción. También se conservan en este museo los relieves del retablo de San Juan Bautista realizados por Miguel de Adán: Bautismo de Cristo, San Juan Bautista mostrando al Redentor, Decapitación de San Juan Bautista, Cristo predicando, Cristo curando enfermos y Herodías con la cabeza de San Juan Bautista.
Se conservan también dos azulejos con el nombre del convento y el número de la calle, del siglo XVII, en el Museo de Bellas Artes y en el Museo de Artes y Costumbres Populares de Sevilla respectivamente.